# Moctezuma 2.ª Sección
Moctezuma 2.ª Sección es una ranchería del municipio de Paraíso ubicado en la subregión de la Chontalpa del estado mexicano de Tabasco.

## Geografía
La localidad se ubica a 3.2 kilómetros (en dirección norte) de la localidad de Paraíso, la cabecera y lugar más poblado del municipio. Se sitúa en las coordenadas geográficas 18°22′07″N 93°13′15″O / 18.368611, -93.220833, a una elevación de 5 metros sobre el nivel del mar.

## Demografía
Según el Conteo de Población y Vivienda 2020, efectuado por el Instituto Nacional de Estadística y Geografía, la localidad de Moctezuma 2.ª Sección tiene 3,098 habitantes, de los cuales 1,559 son del sexo masculino y 1,539 del sexo femenino. Su tasa de fecundidad es de 2.21 hijos por mujer y tiene 798 viviendas particulares habitadas.
| Gráfica de evolución demográfica de Moctezuma 2.ª Sección entre 1970 y 2020 |
|                                                                             |
| INEGI.                                                                      |